# Billy May
Edward William „Billy“ May Jr. (* 10. November 1916 in Pittsburgh, Pennsylvania; † 22. Januar 2004 in San Juan Capistrano, Kalifornien) war ein US-amerikanischer Musiker, Komponist, Arrangeur und Bandleader.

## Leben
Billy May wuchs als Sohn eines Dachdeckers in Lawrensville auf und spielte als Teenager im Orchester seiner Schule zunächst die Tuba, nachdem sein Hausarzt ihm dieses Instrument empfohlen hatte, um eine Asthma-Erkrankung zu überwinden. Daneben erlernte May als Autodidakt Posaune und Trompete. Zusammen mit seinen Jugendfreunden Billy Strayhorn und Erroll Garner beschäftigte er sich auch früh mit dem Arrangieren. Nach Abschluss der Schule spielte May in verschiedenen lokalen Orchestern.
Mays Durchbruch kam 1938, als ihn Charlie Barnet als Trompeter für sein Orchester verpflichtete. Barnets populäre Erkennungsmelodie Cherokee war ein Arrangement von May. Knapp zwei Jahre später wechselte er als Solotrompeter in die Big Band von Glenn Miller, für den er unter anderem die Hits  Take the 'A' Train und Serenade in Blue arrangierte. Als Miller 1942 mit seinem Orchester zum Militär ging, May jedoch die Tauglichkeitsprüfung nicht bestand, wechselte er zum Radio-Orchester von NBC und arbeitete daneben für Bandleader wie Les Brown, Woody Herman und Alvino Rey.
Seit den 1950er Jahren arbeitete May, zunächst hauptsächlich bei Capitol, als Arrangeur mit einer Vielzahl bekannter Vokalisten und Instrumentalisten im Studio zusammen, vor allem mit Peggy Lee, daneben unter anderem auch mit Bing Crosby, Nat King Cole, Ella Fitzgerald, Sammy Davis jr., George Shearing, Louis Armstrong, Anita O’Day, Bobby Darin und Rosemary Clooney. 
Eine seiner längsten musikalischen Partnerschaften verband May mit Frank Sinatra, den er bereits 1939 kennengelernt und für dessen Radioshows er schon vereinzelt in den 1940er Jahren Arrangements beigesteuert hatte. Zwischen 1957 und 1979 entstanden bei Capitol und Reprise sieben gemeinsame Alben mit Sinatra, darunter Come Fly With Me (1957), der Grammy-Gewinner Come Dance With Me (1958), Come Swing With Me (1961) und Trilogy-The Past (1979). Mit dem instrumentalen Titelthema des Sinatra-Streifens Der Mann mit dem goldenen Arm 1956 von Elmer Bernstein gelangte er im gleichen Jahr in die internationalen Pop-Charts, in Großbritannien sogar unter die Top 10. Sinatras letzte Aufnahme für Reprise (1988) war ebenfalls ein Arrangement von Billy May. 
Daneben produzierte May seit 1951 auch Aufnahmen unter eigenem Namen und hatte zeitweise sein eigenes Orchester, bevor er es 1954 an seinen Kollegen Ray Anthony verkaufte. Mit Musikern wie Conrad Gozzo, Manny Klein, Barney Kessel, Si Zentner und Alvin Stoller nahm er Ende 1951 für Capitol mit „Charmaine“ seinen einzigen Top-30-Hit ein.
Für sein Instrumental-Album Billy May’s Big Fat Brass gewann May 1958 einen Grammy. Später arbeitete er an einer umfassenden Albenserie mit Neuaufnahmen bekannter Swingklassiker. Außerdem komponierte er Titelthemen für verschiedene Fernsehserien und eine Reihe von Filmsoundtracks, darunter auch für Zeichentrickfilme wie Daffy Duck oder The Jaywalker.
Billy Mays Markenzeichen als Arrangeur waren seine experimentelle Vielseitigkeit und sein musikalischer Humor, Eigenschaften, die sich beispielsweise im häufig unerwarteten ständigen Wechsel von Rhythmus, Dynamik und Tempo, in der Verwendung vieler exotischer Perkussionsinstrumente und in seinen typischen „schlürfenden“ Saxophonsätzen niederschlugen. Mit dem Komiker Stan Freberg entstand die musikalische Satire 'The History Of The United States' (Vol. 1 1961, Vol. 2 1996).
Als sein größtes Vorbild, der seinen eigenen musikalischen Stil nachhaltig beeinflusst habe, bezeichnete May stets den Bandleader Jimmy Lunceford, dem er 1957 sein Album 'Jimmy Lunceford In Hi-Fi' widmete. Von Frank Sinatra stammt der Ausspruch, mit Billy May eine Aufnahme zu machen sei so, „als ob einem jemand einen Eimer kaltes Wasser ins Gesicht schüttet“.
Anfang 1997 zog sich May im Anschluss an eine letzte Europatournee weitgehend von der Bühne zurück, arbeitete aber vereinzelt weiterhin an Studioprojekten mit, unter anderem für Nachwuchskünstler wie den Sänger Michael Bublé. Für ein großes Fernsehspecial über Peggy Lee gab May im Herbst 2003 sein letztes Interview. Wenige Wochen später starb er an Herzversagen.

## Filmografie (Auswahl)
- 1967: Der Schnüffler (Tony Rome)